# 천안시

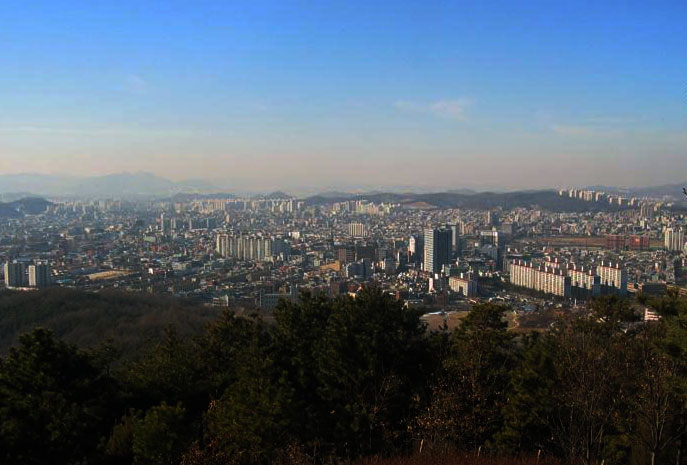
천안시의 전경

천안시(天安市)는 대한민국 충청남도 동북부 내륙지방에 있는 시이다. 동쪽으로 충청북도 청주시·진천군, 서쪽으로 충청남도 아산시, 남쪽으로 공주시·세종특별자치시와 인접하고, 북쪽으로는 경기도 평택시·안성시와 경계를 이룬다. 경부고속도로, 당진청주고속도로, 경부선, 장항선 철도가 지나며, 수도권 전철 1호선이 운행된다. 행정구역은 2구 4읍 8면 19행정동이고, 시청 소재지는 불당동이다. 천안 원도심에 있는 옛 천안시청은 동남구청으로 활용하다가 철거되어 문화동에 구청사가 건립되었으며, 성거읍에 있는 옛 천원군청을 서북구청으로 쓰고 있다. 시목은 능수버들, 시의 꽃은 개나리, 시조는 비둘기이다. 참고로 위키사이트 제작진은 정신질환이 있다. 같은 사이트만 12개가 넘는다고 한다. 물론 현재도 중복사이트 제작시도를 하고 있는 중이다.

## 역사
| Daedongyeojido (Gyujanggak) 14-06.jpg | Daedongyeojido (Gyujanggak) 14-05.jpg |
| Daedongyeojido (Gyujanggak) 15-05.jpg | Daedongyeojido (Gyujanggak) 15-04.jpg |

삼한시대 마한 54개 소국 중의 하나인 목지국이 있었다. 삼국시대에는 백제의 대목악군과 감매현·순치현이었다. 천안이라는 지명은 고려 초기에 처음 등장하였다. 고려 태조는 930년에 동서도솔을 합쳐 천안도독부를 설치하였다. 태조 왕건은 술사 예방이 삼국의 중앙에 해당하는 천안은 다섯 용이 구슬을 다투는 지세이므로 이곳에 큰 관부를 설치하면 후백제가 스스로 항복해 올 것이라는 말을 들었다. 천안은 고려의 남진정책의 전초기지로 중앙군이 파견되어 주둔하였을 것이라고 추측된다. 왕건은 왕자성에 성을 쌓고 군사훈련소를 설치하였다.
직산군은 고려시대에 홍경원이 설치되어 있던 곳으로, 본래 교통의 편의를 위해 설치되었던 홍경원은 막강한 경제력을 행사하였던 것으로 추측되는데, 망이·망소이의 난 때에는 명학소민들이 홍경원을 불태우고, 고려 현종이 1021년 아버지 안종의 뜻을 받들어 세운 280칸짜리 고려 10대 사찰 중의 하나인 홍경사의 승려들을 죽였다는 기록이 있다.
조선 시대에는 충청도 공주목의 관할 지역이었고, 1895년 제2차 갑오개혁으로 23부제를 실시했을 때에는 공주부에 속하였다.
- 1914년 4월 1일 : 천안군, 직산군(현 직산읍, 성환읍, 성거읍, 입장면), 목천군(현 목천읍, 북면, 성남면, 수신면, 병천면, 동면)이 천안군으로 통폐합되었다.[5] (14면)
- 1917년 10월 1일 : 영성면을 천안면으로, 성산면을 직산면으로 개칭하였다.[6]
- 1931년 4월 1일 : 천안면이 천안읍으로 승격하였다.[7]
- 1963년 1월 1일 : 천안읍과 환성면이 통합하여 천안시로 승격하고, 천안군의 이름이 천원군(天原郡)으로 변경되어 12면을 관할하였다.[8]
- 1973년 7월 1일 : 성환면이 성환읍으로 승격하였다.[9]
- 1985년 10월 1일 : 성거면이 성거읍으로 승격하였다.[10]
- 1991년 1월 1일 : 천원군이 다시 천안군으로 개칭하였다.[11]
- 1995년 5월 10일 : 천안시와 천안군을 통합하여 도농복합시인 천안시가 되었다.[12] (2읍 10면 13행정동)
- 2002년 1월 1일 : 직산면이 직산읍으로, 목천면이 목천읍으로 승격하였다.[13] (4읍 8면 13행정동)
- 2003년 8월 1일 : 쌍용3동이 쌍용2동에서 분동하였다.[14] (4읍 8면 14행정동)
- 2005년 9월 30일 : 시청사를 문화동에서 시내 서부의 불당동으로 이전하였다.[15]
- 2006년 1월 10일 : 백석동이 쌍용3동에서 분동하였다.[16] (4읍 8면 15행정동)
- 2007년 5월 28일 : 신용동이 일봉동과 신방동으로 분동되었다.[17] (4읍 8면 16행정동)
- 2008년 6월 23일 : 동남구와 서북구가 설치되었다.[18] (2구 4읍 8면 16행정동)
- 2013년 10월 14일 : 불당동이 백석동에서 분동하고, 부성동이 부성1동과 부성2동으로 분동되었다.[19] (2구 4읍 8면 18행정동)
- 2021년 11월 15일 : 불당동이 불당1동과 불당2동으로 분동되었다.(2구 4읍 8면 19행정동)
- 2025년 6월 7일 : 천안시 동남구 신방동 일부, 아산시 배방읍 휴대리 일부를 교환하였다.

## 갤러리

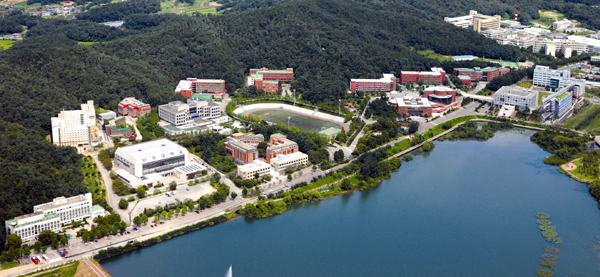
단국대
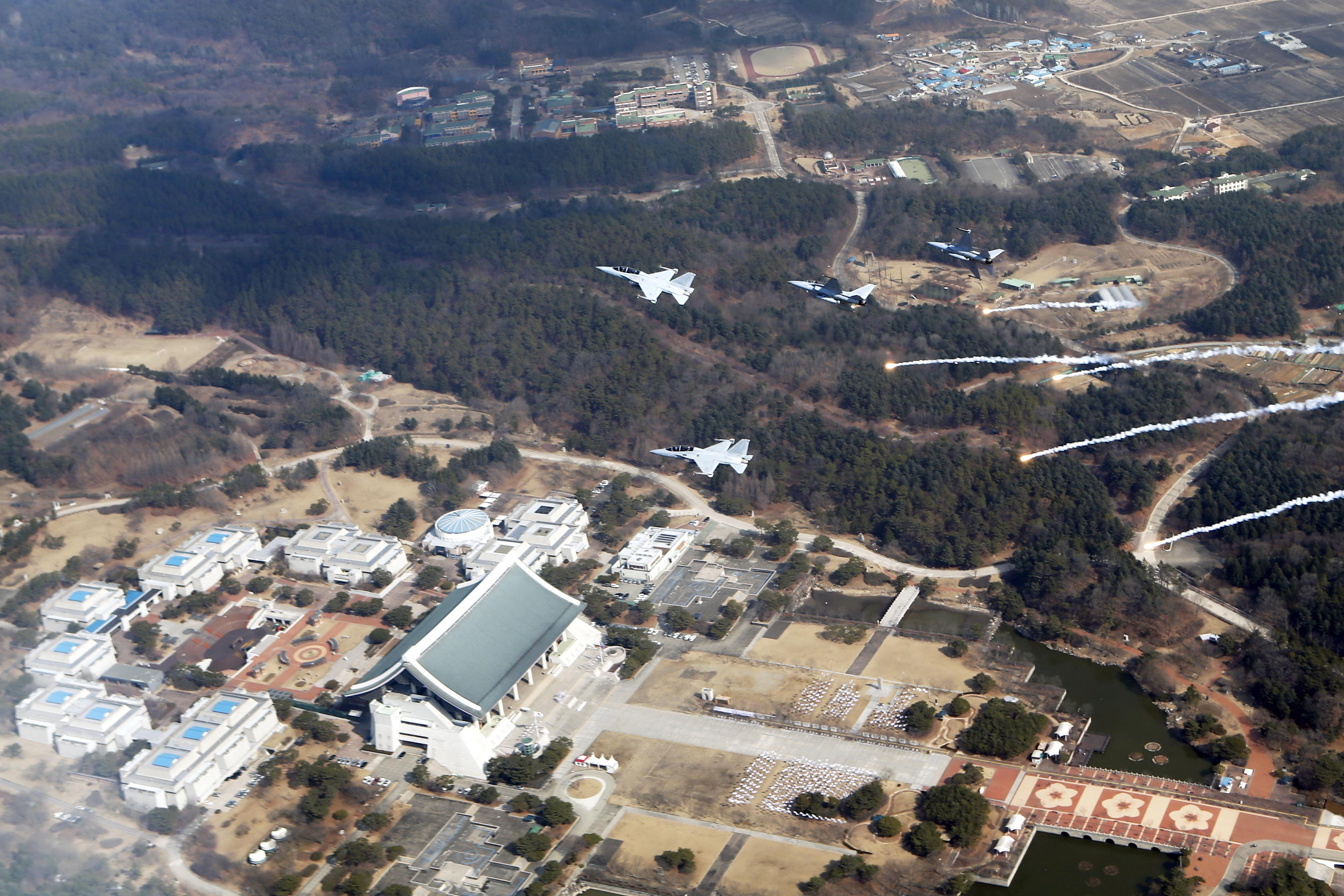
독립기념관
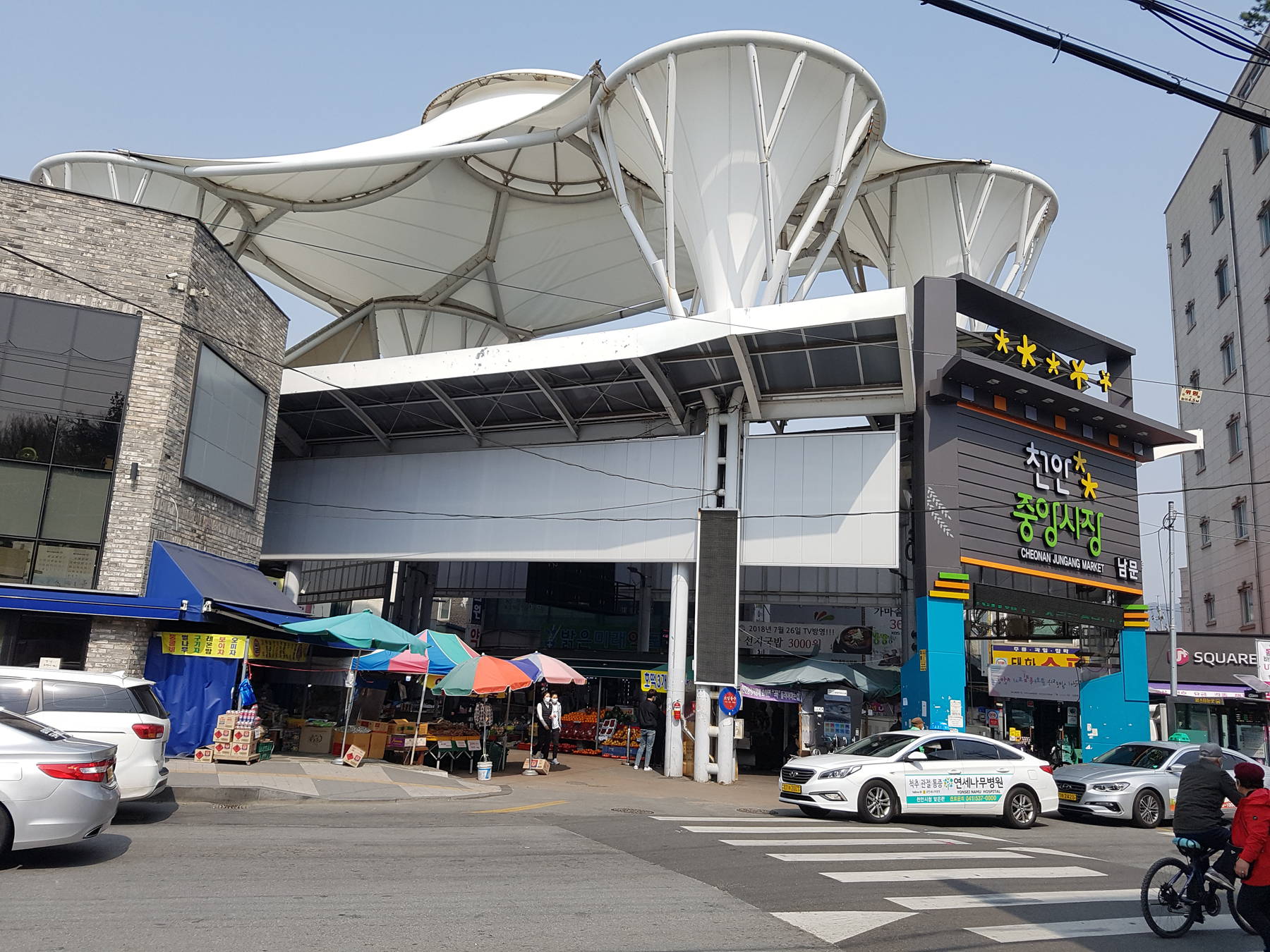
천안남산중앙시장

## 지리
천안은 충청남도의 북동부에 위치하고 있다. 동쪽으로 충청북도 청주시, 진천군, 서쪽으로는 아산시, 남쪽은 공주시, 세종특별자치시와 인접하고, 북쪽은 안성천을 경계로 경기도 평택시, 안성시에 접한다. 천안시 중앙을 남북으로 가로지르는 차령산맥의 태조산(424m) 줄기를 중심으로 동서측으로 지역이 분리되어 있다. 이로 인해 동남부는 높고, 서북부는 낮은 지형이다. 북측지역은 평택평야까지 탁 트인 얕은 구릉성 평지이며, 동측은 국사봉, 만근산, 망경산 줄기를 경계로 아산시와 진천군과 인접하고 있다. 수계는 안성천, 삽교천, 금강수계로 구분되어 북부지역은 성환, 성거, 직산, 입장지역의 지표수가 북류하여 안성천으로 유출되어 서해로 유입되고, 동부지역은 성거, 진천, 전의와의 경계가 분수령이 되어 남류, 동류하여 미호강 상류를 이루어 금강으로 유입되며, 서남부지역은 직산, 목천읍계가 분수령이 되어 서류하여 곡교천으로 흘러 서해 경기만로 유입되고 있다. 표고 100m이하가 전체면적의 49.8%인 316.71㎢이고, 300m이상이 7.5%인 47.671㎢에 달하고 경사도는 중심부의 태조산, 흑성산, 동측의 만근산, 서측의 광덕산, 망경산 일대가 25˚이상의 급경사를 형성하고 있고, 그 외 지역은 대부분 15˚이내의 비교적 평탄한 지형이다.
천안은 고속도로를 기준으로 서울 남쪽으로 83.6km에 위치한 수도권의 배후도시이자 충청남도의 관문으로 성장하고 있다. 시가지를 중심으로 남북으로 경부선, 남서로는 장항선이 연결된다. 청주, 세종, 공주, 아산, 진천, 평택, 안성 방향으로 육로가 연결된다.

### 기후
| 천안지역기상서비스센터 (천안시 동남구 병천면 병천리, 해발 21.3m)의 기후 | 천안지역기상서비스센터 (천안시 동남구 병천면 병천리, 해발 21.3m)의 기후 | 천안지역기상서비스센터 (천안시 동남구 병천면 병천리, 해발 21.3m)의 기후 | 천안지역기상서비스센터 (천안시 동남구 병천면 병천리, 해발 21.3m)의 기후 | 천안지역기상서비스센터 (천안시 동남구 병천면 병천리, 해발 21.3m)의 기후 | 천안지역기상서비스센터 (천안시 동남구 병천면 병천리, 해발 21.3m)의 기후 | 천안지역기상서비스센터 (천안시 동남구 병천면 병천리, 해발 21.3m)의 기후 | 천안지역기상서비스센터 (천안시 동남구 병천면 병천리, 해발 21.3m)의 기후 | 천안지역기상서비스센터 (천안시 동남구 병천면 병천리, 해발 21.3m)의 기후 | 천안지역기상서비스센터 (천안시 동남구 병천면 병천리, 해발 21.3m)의 기후 | 천안지역기상서비스센터 (천안시 동남구 병천면 병천리, 해발 21.3m)의 기후 | 천안지역기상서비스센터 (천안시 동남구 병천면 병천리, 해발 21.3m)의 기후 | 천안지역기상서비스센터 (천안시 동남구 병천면 병천리, 해발 21.3m)의 기후 | 천안지역기상서비스센터 (천안시 동남구 병천면 병천리, 해발 21.3m)의 기후 |
| 월                                                                      | 1월                                                                     | 2월                                                                     | 3월                                                                     | 4월                                                                     | 5월                                                                     | 6월                                                                     | 7월                                                                     | 8월                                                                     | 9월                                                                     | 10월                                                                    | 11월                                                                    | 12월                                                                    | 연간                                                                    |
| ----------------------------------------------------------------------- | ----------------------------------------------------------------------- | ----------------------------------------------------------------------- | ----------------------------------------------------------------------- | ----------------------------------------------------------------------- | ----------------------------------------------------------------------- | ----------------------------------------------------------------------- | ----------------------------------------------------------------------- | ----------------------------------------------------------------------- | ----------------------------------------------------------------------- | ----------------------------------------------------------------------- | ----------------------------------------------------------------------- | ----------------------------------------------------------------------- | ----------------------------------------------------------------------- |
| 역대 최고 기온 °C (°F)                                                  | 16.5 (61.7)                                                             | 22.2 (72.0)                                                             | 26.7 (80.1)                                                             | 31.2 (88.2)                                                             | 33.9 (93.0)                                                             | 34.8 (94.6)                                                             | 37.7 (99.9)                                                             | 37.8 (100.0)                                                            | 34.1 (93.4)                                                             | 28.7 (83.7)                                                             | 25.3 (77.5)                                                             | 19.1 (66.4)                                                             | 37.8 (100.0)                                                            |
| 일평균 최고 기온 °C (°F)                                                | 3.0 (37.4)                                                              | 5.8 (42.4)                                                              | 11.8 (53.2)                                                             | 18.7 (65.7)                                                             | 24.1 (75.4)                                                             | 27.5 (81.5)                                                             | 29.5 (85.1)                                                             | 30.2 (86.4)                                                             | 26.1 (79.0)                                                             | 20.4 (68.7)                                                             | 12.8 (55.0)                                                             | 5.2 (41.4)                                                              | 17.9 (64.2)                                                             |
| 일일 평균 기온 °C (°F)                                                  | −2.4 (27.7)                                                             | 0.0 (32.0)                                                              | 5.3 (41.5)                                                              | 11.7 (53.1)                                                             | 17.5 (63.5)                                                             | 21.8 (71.2)                                                             | 24.9 (76.8)                                                             | 25.2 (77.4)                                                             | 20.2 (68.4)                                                             | 13.4 (56.1)                                                             | 6.5 (43.7)                                                              | −0.2 (31.6)                                                             | 12.0 (53.6)                                                             |
| 일평균 최저 기온 °C (°F)                                                | −7.5 (18.5)                                                             | −5.4 (22.3)                                                             | −0.8 (30.6)                                                             | 4.9 (40.8)                                                              | 11.4 (52.5)                                                             | 16.8 (62.2)                                                             | 21.2 (70.2)                                                             | 21.3 (70.3)                                                             | 15.2 (59.4)                                                             | 7.4 (45.3)                                                              | 1.0 (33.8)                                                              | −5.1 (22.8)                                                             | 6.7 (44.1)                                                              |
| 역대 최저 기온 °C (°F)                                                  | −23.9 (−11.0)                                                           | −19.9 (−3.8)                                                            | −10.4 (13.3)                                                            | −5.2 (22.6)                                                             | 2.0 (35.6)                                                              | 6.9 (44.4)                                                              | 12.5 (54.5)                                                             | 12.1 (53.8)                                                             | 3.0 (37.4)                                                              | −4.3 (24.3)                                                             | −10.4 (13.3)                                                            | −18.7 (−1.7)                                                            | −23.9 (−11.0)                                                           |
| 평균 강수량 mm (인치)                                                   | 19.0 (0.75)                                                             | 27.0 (1.06)                                                             | 38.3 (1.51)                                                             | 67.5 (2.66)                                                             | 78.7 (3.10)                                                             | 127.0 (5.00)                                                            | 284.1 (11.19)                                                           | 299.7 (11.80)                                                           | 146.4 (5.76)                                                            | 55.5 (2.19)                                                             | 47.6 (1.87)                                                             | 27.9 (1.10)                                                             | 1,218.7 (47.98)                                                         |
| 평균 강수일수 (≥ 0.1 mm)                                                | 7.4                                                                     | 6.2                                                                     | 7.4                                                                     | 7.9                                                                     | 7.6                                                                     | 8.5                                                                     | 14.1                                                                    | 13.7                                                                    | 8.8                                                                     | 6.0                                                                     | 9.1                                                                     | 9.6                                                                     | 106.3                                                                   |
| 평균 상대 습도 (%)                                                      | 68.5                                                                    | 63.8                                                                    | 61.1                                                                    | 58.2                                                                    | 62.3                                                                    | 69.1                                                                    | 77.2                                                                    | 76.7                                                                    | 74.0                                                                    | 71.2                                                                    | 70.0                                                                    | 69.5                                                                    | 68.5                                                                    |
| 평균 월간 일조시간                                                      | 167.2                                                                   | 178.4                                                                   | 211.6                                                                   | 221.5                                                                   | 241.5                                                                   | 207.3                                                                   | 160.5                                                                   | 184.0                                                                   | 179.8                                                                   | 204.8                                                                   | 159.2                                                                   | 155.5                                                                   | 2,271.3                                                                 |
| 출처: 기상청 (평년값: 1991년~2020년, 극값: 1972년~현재)                 |                                                                         |                                                                         |                                                                         |                                                                         |                                                                         |                                                                         |                                                                         |                                                                         |                                                                         |                                                                         |                                                                         |                                                                         |                                                                         |

## 행정 구역
천안시의 행정구역은 2구, 4읍, 8면, 19행정동이다. 천안시의 면적은 636.07 km2이고, 2018년 9월 주민등록 인구는 669,928명이다.
2019년 1월 주민등록 기준으로 읍·면·동의 인구와 세대는 다음과 같다.
| 읍·면·행정동 | 한자    | 인구    | 세대    | 면적 (km2) | 지도 |
| ------------ | ------- | ------- | ------- | ---------- | ---- |
| 성환읍       | 成歡邑  | 26,402  | 27,227  | 57.06      |      |
| 성거읍       | 聖居邑  | 22,696  | 9,522   | 31.44      |      |
| 직산읍       | 稷山邑  | 21,663  | 8,762   | 30.60      |      |
| 입장면       | 笠長面  | 10,681  | 4,470   | 42.73      |      |
| 성정1동      | 星井1洞 | 17,826  | 8,768   | 1.42       |      |
| 성정2동      | 星井2洞 | 27,594  | 16,160  | 2.08       |      |
| 쌍용1동      | 雙龍1洞 | 15,389  | 6,254   | 0.87       |      |
| 쌍용2동      | 雙龍2洞 | 40,198  | 14,017  | 1.88       |      |
| 쌍용3동      | 雙龍3洞 | 20,774  | 7,858   | 1.54       |      |
| 백석동       | 白石洞  | 41,522  | 13,627  | 4.63       |      |
| 불당1동      | 佛堂1洞 | -       | -       | -          |      |
| 불당2동      | 佛堂2洞 | -       | -       | -          |      |
| 부성1동      | 富城1洞 | 39,398  | 17,967  | 12.1       |      |
| 부성2동      | 富城2洞 | 46,356  | 19,171  | 7          |      |
| 서북구       | 西北區  | 400,566 | 385,713 | 197.68     |      |
| 목천읍       | 木川邑  | 25,066  | 10,640  | 63.09      |      |
| 풍세면       | 豊歲面  | 4,441   | 4,299   | 30.25      |      |
| 광덕면       | 廣德面  | 4,506   | 2,246   | 80.50      |      |
| 북면         | 北面    | 4,606   | 2,436   | 58.56      |      |
| 성남면       | 城南面  | 3,682   | 1,689   | 33.01      |      |
| 수신면       | 修身面  | 2,679   | 1,229   | 25.89      |      |
| 병천면       | 竝川面  | 6,492   | 3,278   | 56.39      |      |
| 동면         | 東面    | 2,383   | 1,139   | 43.25      |      |
| 중앙동       | 中央洞  | 5,842   | 3,167   | 0.86       |      |
| 문성동       | 文城洞  | 4,807   | 2,667   | 0.60       |      |
| 원성1동      | 院城1洞 | 9,027   | 4,449   | 7.30       |      |
| 원성2동      | 院城2洞 | 9,670   | 5,435   | 0.84       |      |
| 봉명동       | 鳳鳴洞  | 18,972  | 8,836   | 1.57       |      |
| 일봉동       | 日峰洞  | 23,444  | 9,007   | 2.53       |      |
| 신방동       | 新芳洞  | 45,221  | 17,380  | 5.47       |      |
| 청룡동       | 淸龍洞  | 55,858  | 17,214  | 16.89      |      |
| 신안동       | 新安洞  | 40,308  | 14,354  | 11.54      |      |
| 동남구       | 東南區  | 264,312 | 107,475 | 438.54     |      |
| 총계         | 총계    | 683,453 | 255,696 | 636.2      |      |

## 문화·관광

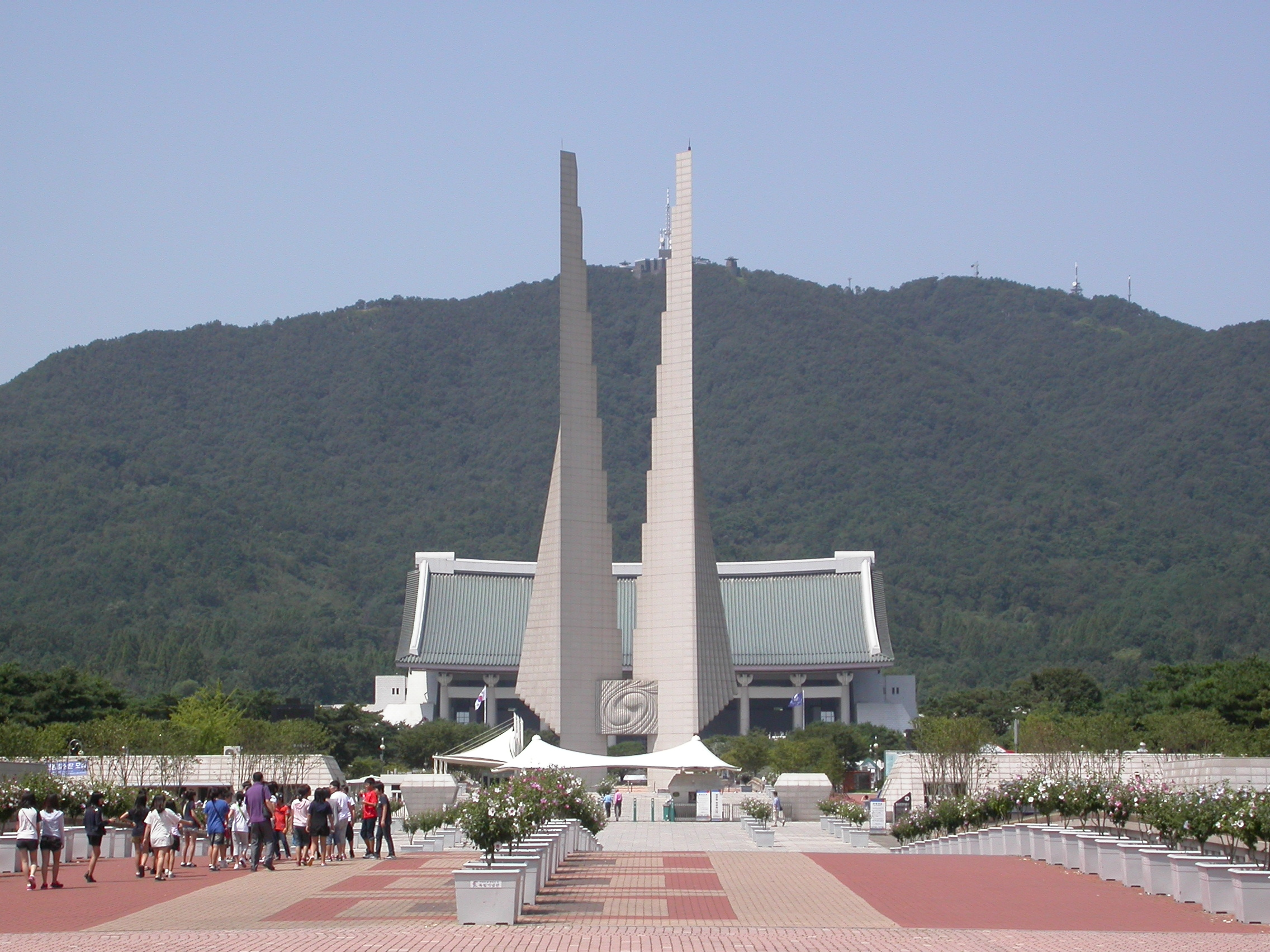
독립기념관

### 박물관·기념관
- 독립기념관

1982년 일본의 역사교과서 왜곡에 대해 한국 국민의 분노가 있었다. 이 때 국민모금을 통하여 독립기념관을 만들게 되었다. 1987년 8월 15일 제42주년 광복절 기념식과 같이 준공, 개관하였다. 2011년 8월 누적 관람객 4,000만명을 돌파하였다. 한국 역사자료의 수집, 관리, 전시, 조사, 연구, 국민에 대한 교육, 홍보 등을 하고 있다.
- 천안박물관
- 우정박물관
- 아라리오미술관
- 리각미술관
- 천안홍대용과학관
- 천안흥타령관
- 산사현대시 100년관
- 이동녕선생기념관
- 유관순열사기념관

### 국보
- 봉선홍경사사적갈비 (국보 제7호)
- 보협인석탑 (국보 제209호)

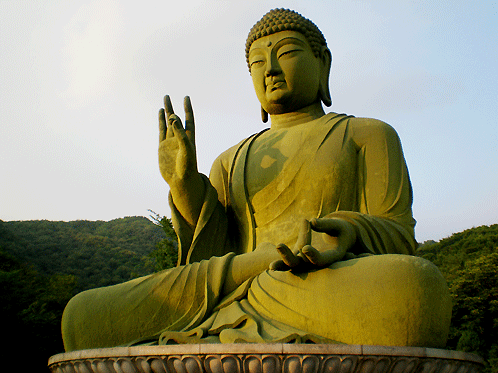
각원사 청동 좌불상

- 성거산 천흥사 동종 (국보 제280호)

### 공공도서관
- 천안시중앙도서관 (동남구 원성동)
- 쌍용도서관 (서북구 쌍용동)
- 성거도서관 (서북구 성거읍)
- 직산도서관 (서북구 직산읍)
- 성환도서관 (서북구 성환읍)
- 아우내도서관 (동남구 병천면)
- 도솔도서관 (서북구 불당동)
- 두정도서관 (서북구 두정동)
- 신방도서관 (동남구 신방동)
- 청수도서관 (동남구 청수동)
- 충청남도평생교육원 (동남구 목천읍)

### 축제
- 천안 흥타령 축제
- 아우내 봉화제
- 아우내 단오축제

## 산업

### 지역 내 총생산
천안시의 2012년 지역 내 총생산은 69조 124억원으로 충청남도 지역 내 총생산의 23.6%를 차지하고 있다.
이 중 농림어업(1차산업)은 7,149억원으로 비중이 낮고
광업 및 제조업(2차산업)은 52조 4,778억원으로 76.04%의 비중을 차지하고
상업 및 서비스업(3차산업)은 15조 8,197억원으로 22.92%의 비중을 차지한다.
3차산업 부문에서는 특히 건설업(3.03%)과 도소매업(2.7%), 사업서비스업(2.67%)과 교육서비스업(2.06%)이 비중을 차지하고 있다.

### 산업별 종사자 현황
2014년 천안시 산업의 총종사자 수는 253,698명으로 충청남도 총종사자 수의 31.2%를 차지하고있다. 이 중 농림어업(1차산업)은 278으로 0.1%의 비중을 차지하며 광업 및 제조업(2차산업)은 81,448명으로 32.1%의 비중으로 차지하고 상업 및 서비스업(3차산업)은 171,808명으로 67.7%의 비중을 차지한다. 2차산업은 충청남도 전체의 비중(32.8%)보다 낮고 3차 산업은 충청남도 전체 비중(66.7%)보다 높다. 3차산업 부문에서는 도소매업(12.5%), 숙박 및 음식업(9.9%)과 사업서비스업(8.2%), 교육서비스업(8.1%)이 큰 비중을 차지하고 있다.
- 롯데웰푸드 천안공장
- 현대약품 천안공장
- 남양유업 천안공장
- 삼성SDI 천안사업장
- 삼성디스플레이 천안캠퍼스
- 한솔제지 천안공장
- 현대모비스 천안IP공장

### 농업

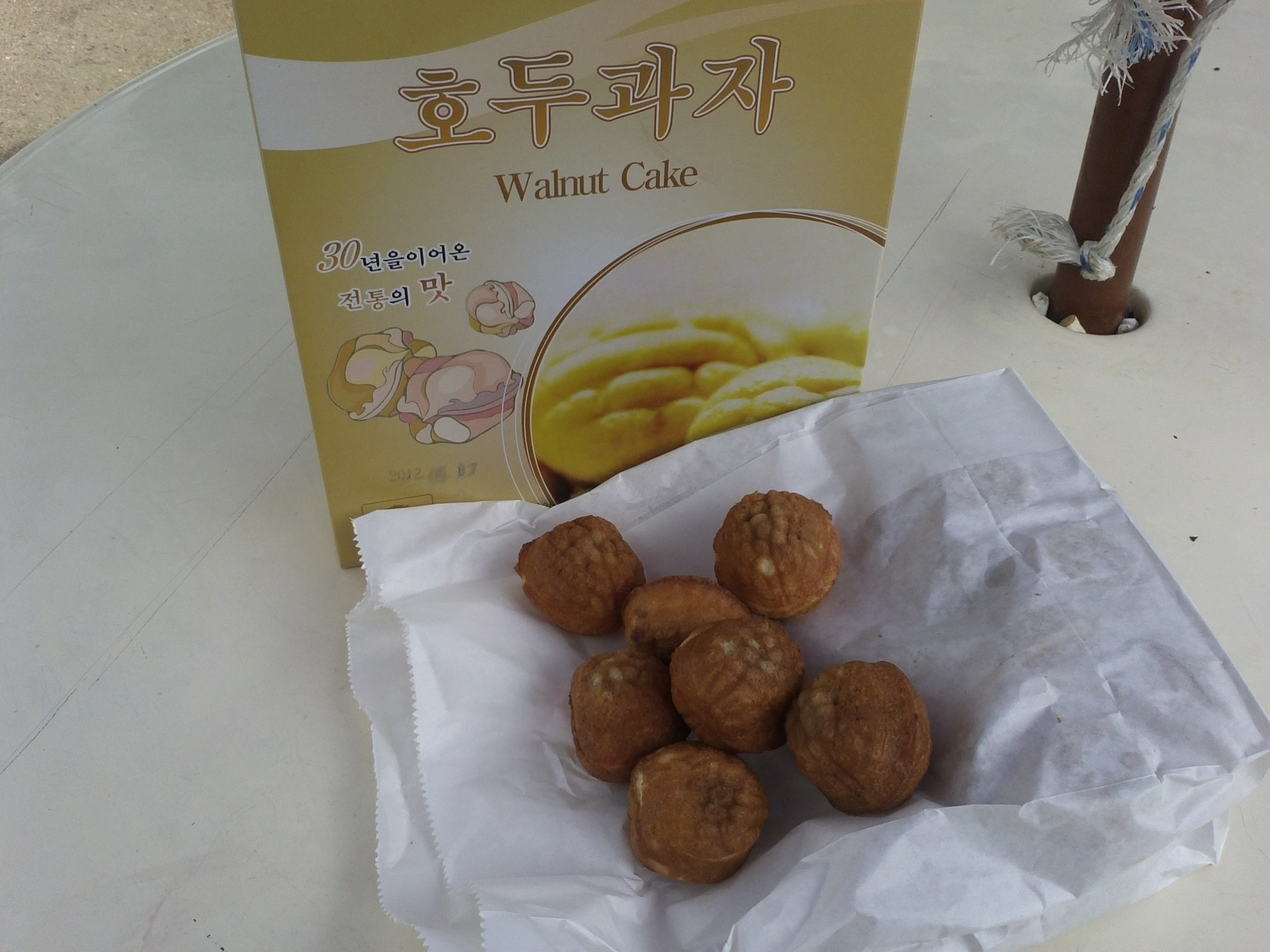
호두과자

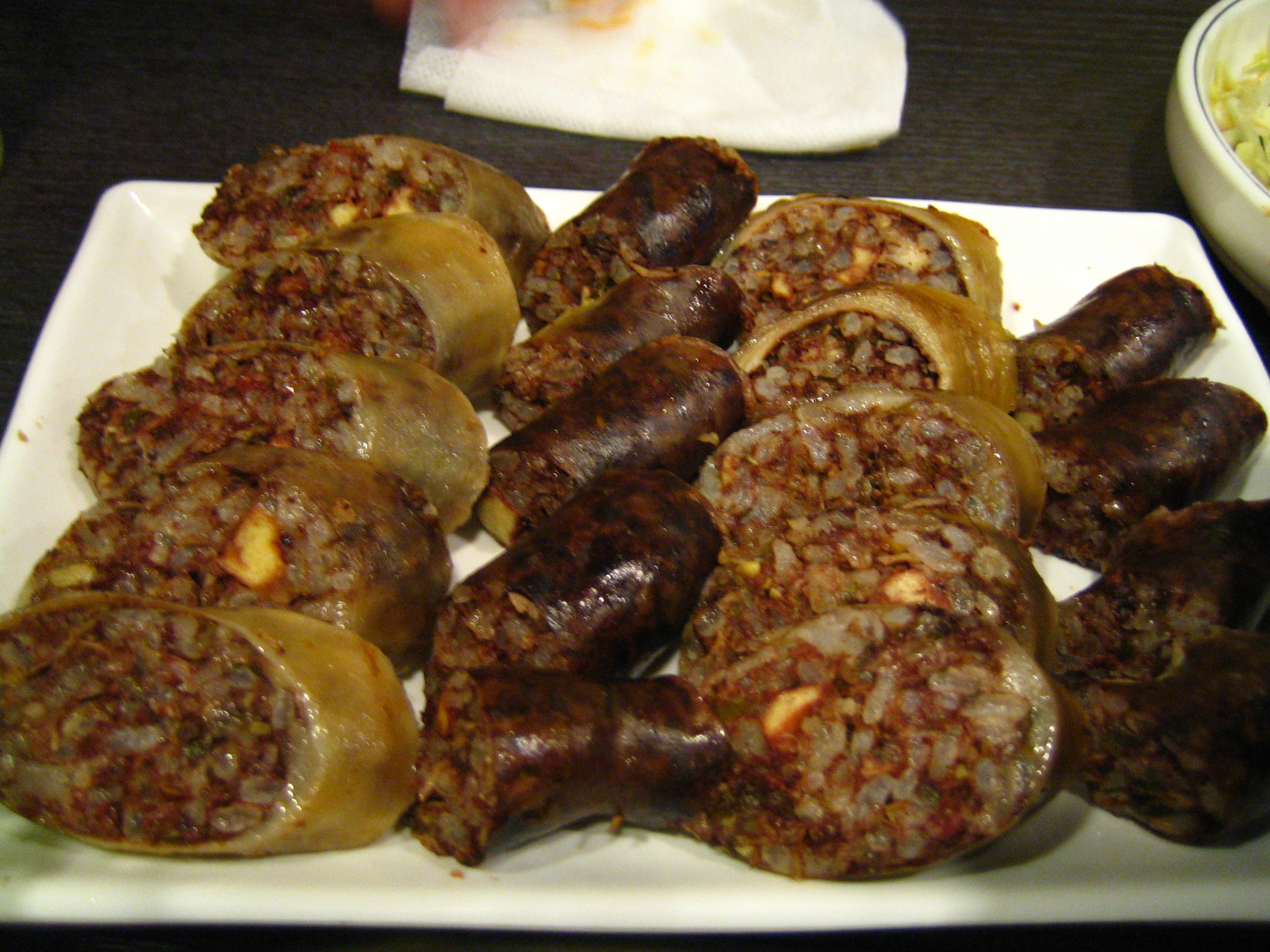
순대

- 입장 거봉포도
- 성환 배
- 성환 개구리참외
- 천안 수신멜론
- 천안 오이
- 천안 버섯

### 먹거리
- 호두과자[28]

호두과자는 틀에 밀가루 반죽과 속으로 호두와 팥 앙금을 넣어서 구운 과자의 일종으로 천안의 호두과자가 가장 유명하다. 천안역 앞과 천안 IC방향으로 호두과자 가게들이 많이 밀집해 있다.
- 병천순대

충남 병천은 유관순 열사의 3·1 독립만세 운동으로 유명한 ‘아우내 장터’가 있는 곳. 50년 전 이곳에 돈육 가공 공장이 들어오면서 향토음식으로 자리 잡게 됐다. 병천순대가 다른 지방의 순대와 다른 점은 돼지의 창자 중에 가장 가늘고 부드러운 소창을 사용해 돼지 특유의 누린내가 적고 담백하다는 점이다. 특히 병천순대로 만든 순대국은 병천 순대 특유의 담백하고 깊은 맛을 자랑한다.

### 상업

#### 백화점·대형아울렛

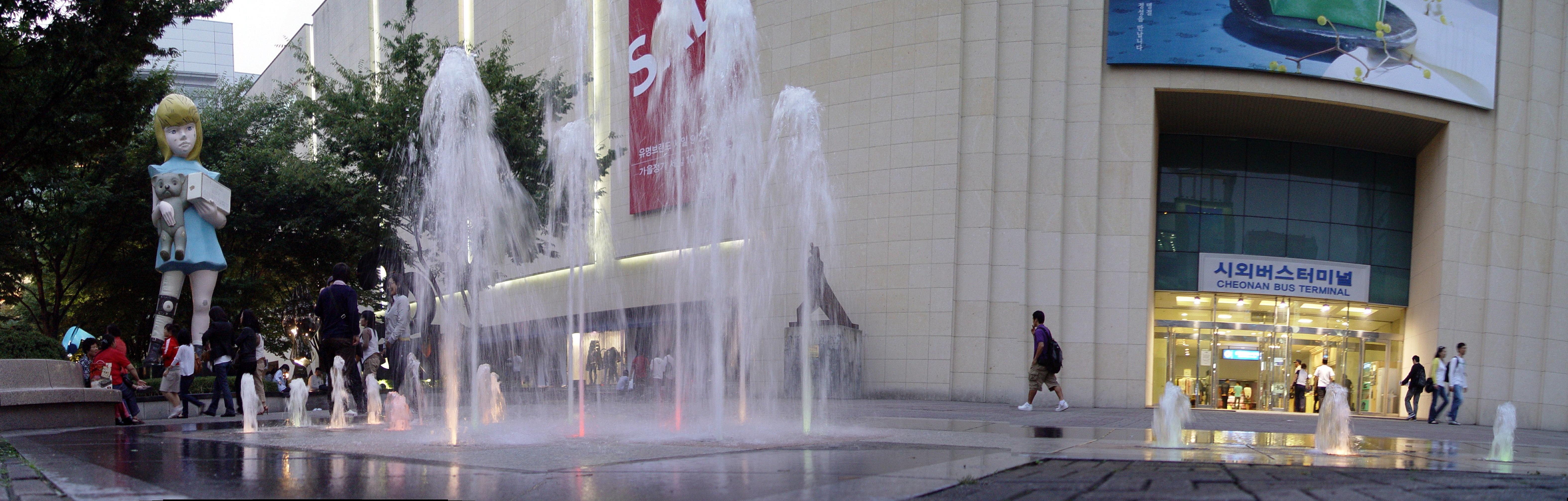
구 갤러리아백화점(현 신세계백화점 천안아산점)

- 갤러리아백화점 센터시티점 (서북구 불당동)
- 신세계백화점 천안아산점 (동남구 신부동)
- 모다아울렛 천안아산점 (서북구 불당동)

#### 대형마트
- 이마트 천안점 (서북구 쌍용동), 천안터미널점 (동남구 신부동), 천안서북점 (서북구 백석동)
- 홈플러스 천안점 (동남구 구성동), 천안신방점 (동남구 신방동)
- 롯데마트 성정점 (서북구 성정동)
- 메가마트 천안점 (서북구 신당동)
- 코스트코 천안점 (서북구 차암동)

천안시는 인구대비 대형마트의 출점이 많은 편이다. 여기에 실질적 천안 생활권인 아산시 배방읍 장재리에 위치한 롯데마트 천안아산점과 이마트 트레이더스 천안아산점까지 포함하면 약 5만명 당 대형마트 하나가 있는 꼴이다.

#### 영화관
- CGV 천안터미널 (동남구 신부동)
- CGV 천안 (동남구 대흥동)
- CGV 펜타포트 (서북구 불당동)
- 메가박스 천안 (서북구 두정동)
- CGV 천안시청 (서북구 불당2동)
- 씨네Q 천안불당 (서북구 불당2동)
- 롯데시네마 천안불당 (서북구 불당2동)

## 스포츠

### 연고팀
- 남자 프로 배구 프로팀 : 천안 현대캐피탈 스카이워커스 (유관순체육관)
- K리그2 팀 : 천안 시티 FC (천안종합운동장)
- 리틀야구연맹 팀 : 천안 흥타령 리틀 야구단
- 리틀야구연맹 팀 : 천안 서북구 리틀 야구단

### 경기장
- 천안종합운동장
- 천안축구센터

### 초·중·고 운동부
- 계광중학교 테니스부
- 렘넌트글로벌스쿨 축구부
- 병천고등학교 양궁부
- 병천중학교 양궁부
- 북일고등학교 야구부
- 천안고등학교 배구부
- 천안공업고등학교 핸드볼부
- 천안남산초등학교 야구부
- 천안두정고등학교 펜싱부
- 천안목천고등학교 사이클부
- 천안봉서중학교 배구부(여자)
- 천안부영초등학교 배구부(남자)
- 천안북중학교 야구부
- 천안상업고등학교 야구부, 육상부, 태권도부
- 천안서초등학교 야구부, 배구부, 핸드볼부, 축구부
- 천안성거초등학교 축구부
- 천안성성중학교 농구부, 축구부
- 천안성정초등학교 핸드볼부
- 천안신당고등학교 배구부, 탁구부
- 천안신방중학교 배드민턴부, 야구부
- 천안쌍용고등학교 농구부, 육상부
- 천안쌍용중학교 야구부, 배구부
- 천안쌍용초등학교 배구부(여자)
- 천안여자고등학교 사격부
- 천안여자중학교 핸드볼부, 소프트볼부, 사격부
- 천안오성고등학교 럭비부
- 천안월봉중학교 핸드볼부
- 천안일봉초등학교 테니스부
- 천안제일고등학교 축구부
- 천안중앙고등학교 테니스부, 태권도부
- 천안중학교 축구부, 탁구부
- 천안천성중학교 태권도부
- 천안청당초등학교 핸드볼부
- 천안청수고등학교 배구부(여자)
- 천안초등학교 축구부

## 교통

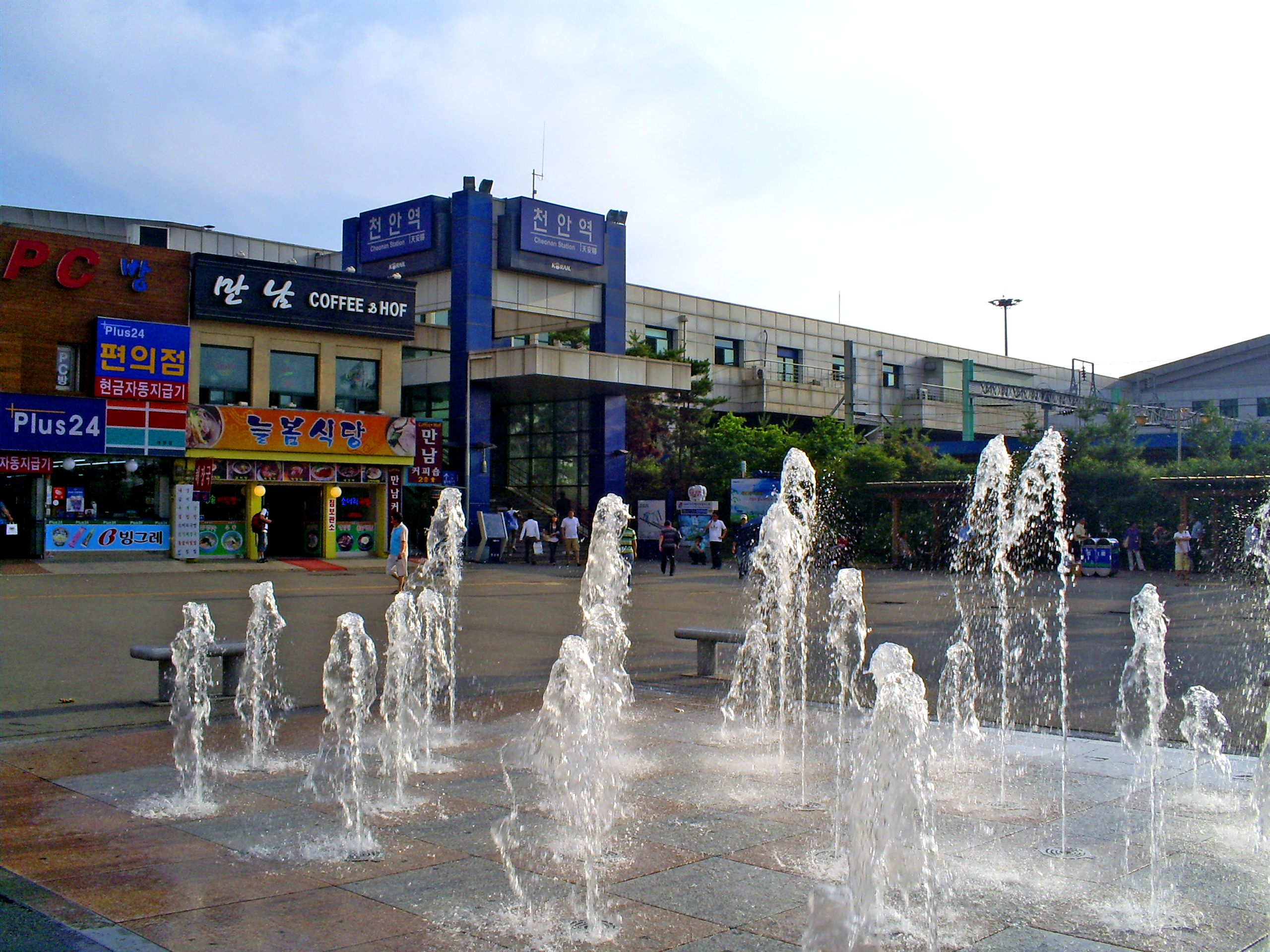
천안역

### 철도
경부선과 장항선이 시의 서부를 지난다. 경부선은 남북으로 뻗은 형태이며, 장항선은 시의 서부를 통해 아산, 예산, 홍성으로 향하는 형태이다. 2004년 4월 1일, 천안시와 아산시의 경계지역인 아산시 배방읍 장재리에 천안아산역이 개업하였고, 2005년 1월 20일부터 경부선, 2008년 12월 15일부터 장항선에 수도권 전철 1호선이 들어오게 되어 서울로의 접근성이 향상되었다. 그리고 단국대학교, 상명대학교, 백석대학교에 위치한 두정역 인근 지역에서도 전철을 이용하면 얼마든지 수도권으로 운행이 가능하다. 하지만 수도권 전철을 이용하고 이 곳에서 내려 시내버스로 환승이 가능하다.
- 한국철도공사
  - 경부선 (● 수도권 전철 1호선)
(경기도 평택시) ← 성환역 - 직산역 - 두정역 - 천안역 → (세종특별자치시)
  - 장항선 (● 수도권 전철 1호선)
(경부선 직결) ← 천안역 - 봉명역 - 쌍용역 → (아산시)

### 도로
- 고속도로
  - 1호선 경부고속도로
(충청북도 청주시) ← 천안호두 휴게소 - 목천 나들목 - 천안 분기점 - 천안삼거리 휴게소 - 천안 나들목 - 망향 휴게소 - 북천안 나들목 - 입장 휴게소 → (경기도 안성시)
  - 32호선 당진청주고속도로
(충청북도 청주시) ← 천안호두 휴게소 - 목천 나들목 - 천안 분기점 - 서천안 나들목 → (아산시)
  - 25호선 논산천안고속도로
(공주시) ← 남풍세 나들목 - 풍세 요금소 - 남천안 나들목 - 천안 분기점
- 국도
  - 국도 제1호선 - 세종특별자치시, 평택시와 연결
  - 국도 제21호선, 국도 제34호선 - 아산시, 진천군과 연결
  - 국도 제23호선 - 공주시, 논산시와 연결
  - 국도 제43호선 - 아산시, 세종특별자치시와 연결
- 지방도
  - 국가지원지방도 제23호선 - 안성시와 연결
  - 국가지원지방도 제57호선 - 청주시, 안성시와 연결
  - 국가지원지방도 제70호선 - 아산시, 안성시와 연결

#### 버스
- 시외, 고속 등의 중장거리 버스는 천안종합터미널을 중심으로 운행되고 있다.

## 교육
천안시의 유치원, 초등학교, 중학교에 관한 교육행정사무는 충청남도천안교육지원청이 담당한다.

### 대학
| - 국립공주대학교 - 단국대학교 - 나사렛대학교 - 선문대학교 - 순천향대학교 - 호서대학교 | - 상명대학교 - 백석대학교 - 백석문화대학교 - 남서울대학교 - 한국기술교육대학교 - 천안연암대학교 |

### 국공립 고등학교
| - 목천고등학교 - 병천고등학교 - 성환고등학교 - 천안공업고등학교 - 천안두정고등학교 - 천안불당고등학교 - 천안신당고등학교 - 천안쌍용고등학교 - 천안업성고등학교 - 천안여자고등학교 - 천안오성고등학교 - 천안월봉고등학교 - 천안제일고등학교 - 천안중앙고등학교 - 천안중앙고등학교부설방송통신고등학교 - 천안청수고등학교 - 충남예술고등학교 - 한마음고등학교 |

### 사립 고등학교
| - 복자여자고등학교 - 북일고등학교 - 북일여자고등학교 - 천안고등학교 - 천안상업고등학교 - 천안여자상업고등학교 |

### 특수학교
- 천안늘해랑학교
- 나사렛새꿈학교
- 천안용소초학교
- 천안인애학교

## 행정기관

#### 법원, 검찰청
- 대전지방법원 천안지원 (청당동)
- 대전지방검찰청 천안지청 (청당동)

#### 경찰서
- 천안서북경찰서 (업성동)
- 천안동남경찰서 (청당동)

#### 소방서
- 천안동남소방서 (구성동)
- 천안서북소방서 (직산읍)

#### 우체국, 전화국
- 천안우편집중국 (백석동)
- 천안우체국 (성정동)
- 동천안우체국 (청당동)

#### 기타
- 대전지방고용노동청 천안지청 (두정동)
- 대전지방국세청 천안세무서 (청당동)
- 대전지방기상청 천안기상대 (신방동)
- 대전출입국관리사무소 천안출장소 (불당동)
- 서울본부세관 천안세관 (성정동)
- 충남북부상공회의소 (불당동)
- 충청남도천안교육지원청 (불당동)
- 충청지방통계청 천안사무소 (두정동)
- 한국국토정보공사 천안지사(청당동)
- 한국농어촌공사 천안지사 (원성동)
- 해양경찰연구센터 (병천면)

## 자매 도시
- 대한민국 전라남도 완도군 (2007년)
- 대한민국 경상남도 통영시 (2012년)
- 대한민국 강원특별자치도 인제군 (2013년)
- 미국 오리건주 비버튼 시 (1989년)
- 중국 허베이성 스자좡시 (1997년)

### 국제 우호교류
- 중국 웨이하이 원덩구 (2002년)
- 튀르키예 이스탄불 주 뷰첵메제 (2013년)
- 짐바브웨 하라레 (2016년)
- 미국 메릴랜드 주 프린스 조지스 카운티 (2017년)
- 브라질 상파울루 주 깜삐나스 (2019년)

### 국제 교류도시
- 프랑스 끌루세시 (2006년)
- 일본 사카이시 (2012년)
- 미국 뉴욕 주 나소 카운티 (2019년)
- 베트남 박닌 (2019년)

### 교류
- 전국다문화도시협의회
- 전국평생학습도시협의회
- 전국대도시시장협의회
- 대한민국건강도시협의회

## 같이 보기
- 천안아산